# Dorfkirche Behringen

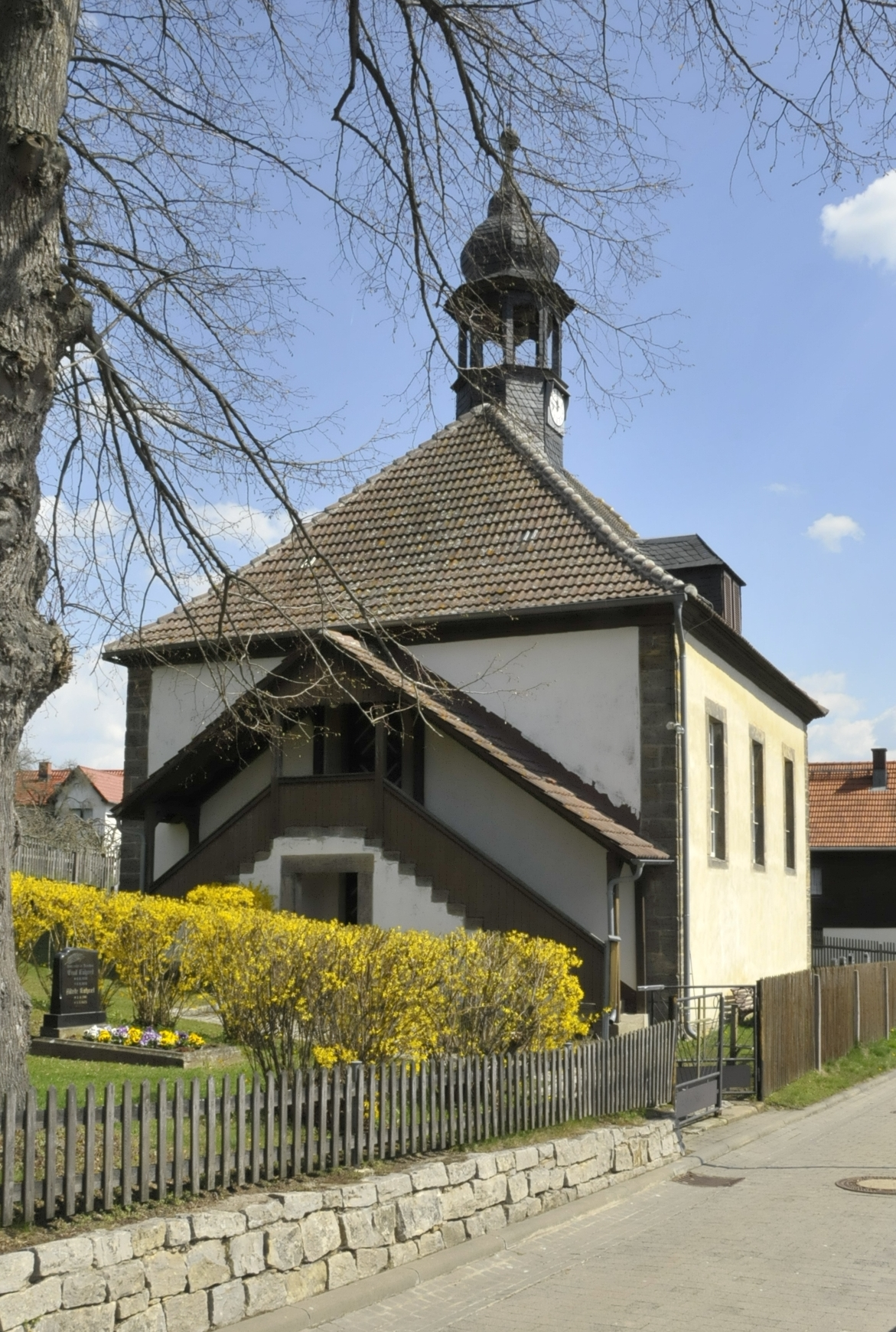
Die Kirche

Die evangelische Dorfkirche Behringen steht im Ortsteil Behringen der Stadt Stadtilm im Ilm-Kreis in Thüringen.

## Geschichte
Diese Dorfkirche wurde 1717 vom Besitzer des Schlosses erbaut und eingeweiht. Über eine Vorgängerkirche fehlen noch urkundliche Hinweise. Das Gotteshaus mit beschiefertem Dachreiter besitzt eine Laterne, eine Haube und eine Wetterfahne. Zu den Emporen führt ein überdachter doppelter Außenzugang.